# Neoseiulella elaeocarpi
Neoseiulella elaeocarpi är en spindeldjursart som först beskrevs av Schicha 1993.  Neoseiulella elaeocarpi ingår i släktet Neoseiulella och familjen Phytoseiidae. Inga underarter finns listade i Catalogue of Life.